# Santuari de la Verge de la Salut
El Santuari de la Verge de la Salut és una obra historicista de Cànoves i Samalús (Vallès Oriental) inclosa a l'Inventari del Patrimoni Arquitectònic de Catalunya.

## Descripció
Petita capella de planta rectangular. Consta de nau única i absis semicircular cobert per una volta de quart d'esfera. La nau està coberta per volta de canó dividit per dos arcs diafragmàtics. El portal, situat en el centre de la façana, és d'arc de mig punt amb arcades sustentades per columnes amb capitells de color vermell. La coberta és a dues aigües.

## Història
L'església s'esmenta per primer cop l'any 1737 en una visita pastoral. En la visita del 7 de juliol de 1776 es diu que la capella es va edificar l'any 1720. l'any 1902, la família Puig va reconstruir tota la capella dintre d'un estil neogòtic molt simple i el seu escut es visible a la vidriera.